# بيتر ماكسويل ديفيز
بيتر ماكسويل ديفيز (بالإنجليزية: Peter Maxwell Davies)‏ (و. 1934 – 2016 م) هو ملحن، وموزع (موسيقى)، ومعلم موسيقى من المملكة المتحدة . ولد في سالفورد .

## التعليم
تعلم في جامعة برنستون.

## مناصب وهيئات
أدار Royal Academy of Music.

## جوائز وترشيحات
حصل على جوائز منها:
- قائد وسام الامبراطورية البريطانية.

ترشح لـ:
- جائزة الأوسكار لأفضل فيلم موسيقي أصلي، عن عمل:The Boy Friend.

## روابط خارجية
- بيتر ماكسويل ديفيز على موقع IMDb (الإنجليزية)
- بيتر ماكسويل ديفيز على موقع الموسوعة البريطانية (الإنجليزية)
- بيتر ماكسويل ديفيز على موقع مونزينجر (الألمانية)
- بيتر ماكسويل ديفيز على موقع ميوزك برينز (الإنجليزية)
- بيتر ماكسويل ديفيز على موقع أول ميوزيك (الإنجليزية)
- بيتر ماكسويل ديفيز على موقع ديسكوغز (الإنجليزية)
- بيتر ماكسويل ديفيز على موقع قاعدة بيانات الفيلم (الإنجليزية)